# Diecéze Kwito-Bié
Diecéze Kwito-Bié je římskokatolickou diecézí nacházející se v Angole.

## Území
Diecéze zahrnuje město Kuito v provincii Bié, kde se také nachází hlavní chrám diecéze Katedrála svatého Vavřince.
Rozděluje se do 11 farností. K roku 2004 měla: 453 347 věřících, 13 diecézních kněží, 5 řeholních kněží, 9 řeholníků a 41 řeholnic.

## Historie
Dne 4. září 1940 byla bulou Sollemnibus Conventionibus papeže Pia XII. zřízena diecéze Silva Porto z části území diecéze São Paulo de Loanda. Původně byla sufragánnou arcidiecéze Luanda.
Dne 25. listopadu 1957 byla z části jejího území vytvořena diecéze Malanje a 1. července 1963 z další části diecéze Luso.
Dne 3. února 1977 vstoupila do církevní provincie Huambo.
Dne 16. května 1979 získala dnešní jméno.

## Seznam biskupů
- Antonio Ildefonse dos Santos Silva, O.S.B. (1941–1958)
- Manuel António Pires (1958–1979)
- Pedro Luís António (1979–1997)
- José Nambi (1997–2022)
- Vicente Sanombo (od 2024)